# آرینسال
آرینسال (به لاتین: Arinsal) یک روستا در آندورا با جمعیت ۱٬۷۲۲ نفر است که در لا ماسانا واقع شده‌است.